# Liste der Monuments historiques in Montlhéry
Die Liste der Monuments historiques in Montlhéry führt die Monuments historiques in der französischen Gemeinde Montlhéry auf.

## Liste der Bauwerke
| Bezeichnung          | Beschreibung     | Standort               | Kennzeichnung | Schutzstatus | Datum | Bild |
| -------------------- | ---------------- | ---------------------- | ------------- | ------------ | ----- | ---- |
| Bornes fleurdelysées | zwei Grenzsteine | Parc de la Tour (Lage) | PA00087969    | Inscrit      | 1934  |      |
| Schloss              |                  | (Lage)                 | PA00087970    | Classé       | 1840  |      |
| Hôtel-Dieu           |                  | 9, Grande Rue (Lage)   | PA00087971    | Inscrit      | 1926  |      |
| Porte Baudry         |                  | 30, Grande Rue (Lage)  | PA00087972    | Inscrit      | 1926  |      |
| Gefängnis            |                  | 27, Grande Rue (Lage)  | PA00087973    | Inscrit      | 1937  |      |

## Liste der Objekte
- Monuments historiques (Objekte) in Montlhéry der Base Palissy des französischen Kultusministeriums